# Hożanka
Hożanka (biał. Гажанка) – rzeka na Białorusi, przepływa przez wieś Hoża w rejonie grodzieńskim, prawy dopływ Niemna. Równolegle używa się nazw Hoża i Hożka.
Niewielka rzeka o długości około 19 km. Źródła Hożanki znajdują się w pobliżu wsi Kaplica Wielka. Dopływy: Wierzbówka, Czarnucha i Leśnica (z prawej). Powierzchnia dorzecza wynosi około 211 kilometrów kwadratowych, 36% tego obszaru zajmują lasy.